# Shelda Bede
Shelda Kelly Bruno Bede (* 1. Januar 1973 in Fortaleza, Brasilien) ist eine ehemalige brasilianische Beachvolleyballspielerin, zweifache Weltmeisterin und zweifache Silbermedaillengewinnerin bei Olympischen Spielen.

## Karriere
Zunächst spielte Shelda Bede Hallenvolleyball, im Alter von 18 Jahren wechselte sie in den Sand. Nach drei erfolglosen Qualifikationen zu FIVB-Turnieren mit Isabel Salgado bestritt Shelda Ende 1995 ihr erstes Turnier mit Adriana Behar. Seitdem gewannen die beiden Brasilianerinnen 31 FIVB-Turniere, davon zweimal die Weltmeisterschaften in den Jahren 1999 und 2001. 1999 wurden die beiden Südamerikanerinnen außerdem Sieger bei den Panamerikanischen Spielen. Bei den Olympischen Spielen 2000 und 2004 erreichten Shelda/Adriana das Finale, unterlagen aber beide Male. Sechs Mal wurden sie gemeinsam Tour Champion der FIVB, davon fünf Mal ununterbrochen in den Jahren 1997 bis 2001. Ein Vizeweltmeistertitel 2003 und eine Bronzemedaille bei der WM 1997 vervollständigen die Erfolgsbilanz von Adriana Behar und Shelda Bede, die nach dem Karriereende ihrer Partnerin noch drei FIVB-Turniere mit Ana Paula gewann, zum siebenten Mal FIVB Tour Champion wurde und mit ihrer neuen Partnerin bei der Weltmeisterschaft 2009 in Stavanger das Halbfinale erreichte. Danach beendete Shelda ihre lange internationale Karriere. 2010 wurde Shelda in die „Volleyball Hall of Fame“ aufgenommen.

## Privates
Shaylyn Bede ist die jüngere Schwester von Shelda.